# Древнекорейский язык
Древнекорейский язык (кор. 고대국어?, 古代國語?) — стадия развития корейского языка с момента основания трёх корейских государств (I век до н. э.) до Объединённого Силла. Примерно в X веке развился в среднекорейский язык.
Древнекорейский язык развился из пракорейского языка (кор. 원시 한국어), праязык, реконструированный при помощи сравнения диалектов корейского языка.

## Родство
Генетические связи с другими языками не установлены. Некоторые лингвисты считают, что древнекорейский язык можно отнести к алтайским языкам, хотя этот вопрос является спорным и большинство современных специалистов не принимают эту идею. Согласно другой версии, древнекорейский мог принадлежать к японо-рюкюским языкам. Менее известная гипотеза, отвергнутая научным сообществом, предлагает связь с дравидийскими языками. Создатели этой теории разработали концепцию дравидо-корейских языков, основывающуюся исключительно на типологическом сходстве.

## Исследования и датировка
Ареал распространения древнекорейского языка не ясен. Принято считать, что он включает силланский язык, который является прямым предком средневекового и современного корейских. Скорее всего, в состав древнекорейского языка входили также языки пуё, когурё и пэкче. Если это так, то древнекорейский язык был не просто стадией развития корейского и силланского языков, а семьёй древних языков.
До наших дней сохранилось лишь несколько книжных записей периода Объединённого Силла, изменённых на корёнский текст, а некоторые тексты (написанные на корейской системе письменности) периода Троецарствия в основном доступны в виде отдельных надписей в настоящее время.
Момент, когда древнекорейский стал среднекорейским, разными учёными оценивается по-разному. Иногда заявляют, что развитие в среднекорейский язык произошло в конце существования государства Корё (XIV век), а иногда — что в начале династии Чосон (XV век). Чаще считается, что к периоду создания государства Корё, среднекорейский язык уже существовал.

## Письменность
Первые тексты на древнекорейском языке датируются периодом трёх корейских государств. Они написаны китайскими иероглифами, которые в корейском языке носят название ханча. Такие виды письма, используемые для поэзии, назывались иду, хянчхаль и кугёль.
Дополнительная информация о языке взята из различных собственных имён, записанных в корейских и китайских записях, а также из этимологических исследований корейского произношения китайских иероглифов, которые, как полагают, были впервые адаптированы к корейскому языку в период позднего Троецарствия.

## Грамматика
В древнекорейском языке использовались суффиксы для обозначения падежа.
| Именительный падеж | кор. 伊/是 ([i])                             |
| Родительный падеж  | кор. 衣/矣 ([ʌj]), кор. 叱 ([s])             |
| Винительный падеж  | кор. 乙 ([l])                                |
| Дательный падеж    | кор. 中, кор. 良中 ([aj/ej], [hʌj/ahʌj])     |
| Творительный падеж | кор. 留 ([ro~ʌro])                           |
| Комитатив          | кор. 果 ([wa/ɡwa])                           |
| Звательный падеж   | кор. 良, кор. 也 ([a], [ja]), кор. 下 ([ha]) |